# Slobodan Komljenović
Slobodan Komljenović (* 2. Januar 1971 in Frankfurt am Main) ist ein ehemaliger deutsch-serbischer Fußballspieler und heutiger -trainer. Er ist Rechtsfuß und spielte in der Innenverteidigung.

## Karriere

### Vereine
Als Jugendspieler war Komljenović bei der SG Griesheim, der SG 01 Hoechst und bei Eintracht Frankfurt aktiv. Seine Profikarriere begann 1992 bei der Eintracht, für die er drei Jahre lang in der 1. Bundesliga spielte. Nach einem Jahr in der 2. Bundesliga, in dem die Eintracht mit Platz sieben den sofortigen Wiederaufstieg verpasste, wechselte er zum MSV Duisburg und damit wieder in die 1. Liga. Dort erreichte er gleich im ersten Jahr das Endspiel im DFB-Pokal. Der MSV verlor das Finale gegen Bayern München mit 1:2. 1999 wechselte Komljenović zum 1. FC Kaiserslautern und 2001 zu Real Saragossa in die spanische Primera División. Dort absolvierte er in zweieinhalb Jahren 38 Spiele und ging im Januar 2004 zurück nach Deutschland. Nach einem Jahr für Wacker Burghausen in der 2. Bundesliga wechselte er zum gerade abgestiegenen TSV 1860 München. Sein Vertrag dort lief im Juni 2006 aus und er beendete seine Karriere. Im Februar 2007 revidierte er seine Entscheidung und wechselte zum österreichischen Klub Union Weißkirchen. Im Sommer 2008 ging er dann zurück nach Deutschland und heuerte beim VfR Jettingen an, bei dem er im April 2010 seine aktive Karriere beendete.

### Nationalmannschaft
Komljenović war Teilnehmer bei der Weltmeisterschaft 1998 in Frankreich und der Europameisterschaft 2000 in Belgien und den Niederlanden für die Serbisch-montenegrinische Nationalmannschaft.

### Trainer
Von 2010 an arbeitete Komljenović als Jugendtrainer beim FSV Frankfurt und übernahm zunächst dessen U-17. Mit dieser wurde er 2010/11 Hessenmeister und stieg in die U-17-Bundesliga auf. Im Juni 2011 übernahm er die A-Jugend, die er mit 24 Siegen aus 26 Spielen zur Hessenmeisterschaft und nach zwei Siegen in den Relegationsspielen gegen FK Pirmasens (4:2 und 1:2) in die A-Junioren-Bundesliga führte. Drei seiner Spieler schafften nach der Saison 2011/12 den Sprung in den Profikader, spielten aber überwiegend weiter in der U-19. Nachdem die Mannschaft in der Rückrunde in die Abstiegsränge gerutscht war und die Klasse nicht halten konnte, wurde sein Vertrag im Sommer 2013 nicht verlängert. Am 17. Juni 2013 wurde er Trainer beim bayerischen Regionalligisten Viktoria Aschaffenburg und im Oktober 2015 von dieser Funktion beurlaubt.
Daneben ist er seit 2010 als Trainer an der Eintracht Frankfurt Fußballschule tätig.

### Sonstiges
Am 32. Spieltag der Saison 1992/93 wechselte der Frankfurter Trainer Horst Heese den Fußballdeutschen Komljenović in der 21. Spielminute gegen den Slowaken Marek Penksa aus, wodurch zusammen mit Jay-Jay Okocha, Kachaber Zchadadse und Anthony Yeboah vier Ausländer auf dem Platz standen – einer mehr, als die DFB-Statuten erlaubten. Heese bemerkte seinen Fehler und wechselte Penksa nach nur vier Minuten wieder aus, das Spiel wurde jedoch mit 2:0 Punkten und 2:0 Toren für Bayer 05 Uerdingen gewertet.

## Privates
1990 machte er das Abitur an der Bockenheimer Oberstufenschule Max-Beckmann-Schule. Slobodan Komljenović ist mit der Tochter seines ehemaligen Trainers Dragoslav Stepanović verheiratet und hat mit ihr zwei Kinder.